# ليو وايت
ليو وايت (بالإنجليزية:Leo White) (مواليد 10 نوفمبر 1882 - وفيات 20 سبتمبر 1948). ممثل سينمائي أمريكي . بدأ مشواره السينمائي في عام 1911 وعام 1913 انتقل إلى استوديوهات ايساني . في عام 1915، بدأ يظهر في الأفلام الكوميدية لتشارلي تشابلن واستمر من خلال الكوميديا لشابلن حتى آخر ظهور له في فيلم لتشارلي تشابلن لدور صغير في الدكتاتور العظيم، الذي صدر في عام 1940.

## روابط خارجية
- ليو وايت على موقع IMDb (الإنجليزية)
- ليو وايت على موقع ألو سيني (الفرنسية)
- ليو وايت على موقع أول موفي (الإنجليزية)
- ليو وايت على موقع قاعدة بيانات برودواي على الإنترنت (الإنجليزية)
- ليو وايت على موقع قاعدة بيانات الأفلام السويدية (السويدية)
- ليو وايت على موقع قاعدة بيانات الفيلم (الإنجليزية)
- ليو وايت على موقع كينوبويسك (الروسية)
- Leo White at IBDb.com
- brief article on Leo White as a Laurel & Hardy player نسخة محفوظة 28 يناير 2013 at Archive.is